# 今橋隆
今橋 隆（いまはし りゅう、1959年 - ）は、日本の経済学者。専門は交通経済学。元法政大学経営学部教授。ワイカト大学観光経営学科客員教授、運輸政策研究所主席研究員を歴任。ポーランド共和国インフラストラクチャー省交通功労者表彰、道路経済研究所懸賞論文優秀賞受賞。

## 人物・経歴
東京都出身。1981年一橋大学商学部卒業。明治生命保険勤務後、一橋大学大学院商学研究科商学専攻修士課程修了後、1989年一橋大学大学院商学研究科商学専攻博士後期課程単位取得退学。指導教官杉山武彦。
1989年名古屋商科大学商学部商学科専任講師。東京農業大学農学部専任講師、法政大学経営学部助教授を経て、1999年同教授。法政大学体育会漕艇部部長、法政大学大学院経営学研究科長を経て、一般財団法人運輸総合研究所運輸政策研究所主席研究員、法政大学大学院イノベーション・マネジメント研究科客員教授。
専門は交通経済学。1994年論文「過積載の抑制に関する経済的検討」により道路経済研究所懸賞論文優秀賞受賞。国際協力機構プロジェクトポーランドの鉄道民営化計画調査支援委員を務め、2004年にはポーランド政府インフラストラクチャー省交通功労者表彰受賞。
ワイカト大学観光経営学科客員教授、日本交通学会理事、経済企画庁物価安定政策会議専門委員、運輸省運輸政策審議会専門委員、郵政省郵政研究所客員研究員、総務省統計審議会専門委員、公正取引委員会政府規制等と競争政策に関する研究会専門委員等も歴任。